# Condado de Dubrovnik-Neretva
El condado de Dubrovnik-Neretva (en croata: Dubrovačko-neretvanska županija) es un condado croata. La población del condado era de 122.870 habitantes en 2001. Su centro administrativo es la ciudad de Dubrovnik.
El condado es el más distante del país, al ubicarse al sur de la costa de Dalmacia, en las fronteras nacionales con Bosnia-Herzegovina y Montenegro. El enclave de la ciudad bosnia de Neum (de unos 20 km) divide al condado en dos.
Geográficamente, Dubrovnik-Neretva consiste de una estrecha llanura litoral con una costa esencialmente rocosa. Está delimitado por un sistema de sierras  de los Alpes Dináricos al este; también incluye algunas islas alargadas muy montañosas en el mar Adriático.

## División administrativa
A nivel local, el condado de Dubrovnik-Neretva se subdivide en 5 ciudades (grad, pl. gradovi) y 17 municipios (općina, pl. općine):

### Ciudades
- Ciudad de Dubrovnik (sede del condado)
- Ciudad de Korčula
- Ciudad de Metković
- Ciudad de Opuzen
- Ciudad de Ploče

### Municipios
- Municipio de Blato
- Municipio de Dubrovačko Primorje (Costa de Dubrovnik)
- Municipio de Janjina
- Municipio de Konavle
- Municipio de Kula Norinska
- Municipio de Lastovo
- Municipio de Lumbarda
- Municipio de Mljet
- Municipio de Orebić
- Municipio de Pojezerje
- Municipio de Slivno
- Municipio de Smokvica
- Municipio de Ston
- Municipio de Trpanj
- Municipio de Vela Luka
- Municipio de Zažablje
- Municipio de Župa Dubrovačka (Parroquia de Dubrovnik)